# We'll Make It Away
We'll Make It Away är det svenska rockbandet Kid Downs första EP, utgiven 2003 på Dead Frog.

## Låtlista
1. "We'll Make It Away"
2. "Reality Through a Telescope"
3. "Hallucination"
4. "New Day"

### Fotnoter
1. ↑  ”Kid Down”. Svensk mediedatabas. http://smdb.kb.se/catalog/search?q=kid+down+typ%3Afonogram&sort=OLDEST. Läst 1 maj 2012.